# لی (فلوریدا)
لی (به انگلیسی: Lee) شهرکی در شهرستان مدیسون ایالت فلوریدا است که در سال ۱۹۰۹ بنیان‌گذاری شده‌است. این شهرک طبق سرشماری سال ۲۰۱۰ میلادی، ۳۵۲ نفر جمعیت داشته و مساحت آن نیز ۳٫۲ کیلومتر مربع است.